# Psara jasiusalis
Psara jasiusalis là một loài bướm đêm trong họ Crambidae.